# Cubavisión
Cubavision ist ein kubanischer Fernsehsender im Besitz der kubanischen Regierung. Es wird landesweit 24 Stunden am Tag ausgestrahlt und hat eine Kabelversion mit globaler Reichweite namens Cubavisión Internacional.

## Geschichte
Die Ursprünge von Cubavision gehen zurück auf den 10. Dezember 1950 mit den ersten Ausstrahlungen von CMQ-TV, Kanal 6. Dieser kommerzielle Kanal begann seine regulären Ausstrahlungen am 11. März 1951.
1959, mit dem Ende der kubanischen Revolution, geriet CMQ-TV wie die anderen Kommunikationsmittel des Landes unter die Kontrolle des Staates. Am 27. Februar 1961 übernahm der kubanische Staat mit dem Verschwinden der kommerziellen Werbung in den kubanischen Medien die Finanzierung der Fernsehkanäle. Am 2. November desselben Jahres wurde die erste Sendung der National Television Newscast ausgestrahlt.
1967 wurden die ersten Telecenter (regionale Fernsehzentren) geboren und die Verwendung von Videobändern eingeführt. 1971 begann Cubavisión mit Farbübertragungen und begann in den folgenden Jahren mit der Entwicklung von Satellitenübertragungen, einschließlich der Gründung von Cubavisión Internacional im Jahr 1986.